# Sandro Russo
Sandro Russo est un pianiste italien né à San Giovanni Gemini en Sicile.

## Biographie
Il a reçu sa formation au Conservatoire Vincenzo Bellini de Palerme et au Royal College of Music de Londres dont il est sorti, dans les deux cas, brillamment diplômé.
Lauréat de plusieurs compétitions de piano à caractère international (Senigallia, Frinna Awerbuch, Jacksonville Symphony, Missouri Southern...), il a remporté le concours de la Bergen Philharmonic Orchestra aux États-Unis en 2000.
Depuis cette année 2000 qui semble avoir constitué un tournant dans son parcours de musicien, il s'est installé aux États-Unis et vit à New York, tout en menant une carrière de concertiste international. Il est également reconnu comme l'un des principaux interprètes des œuvres de créateurs contemporains comme  Lowell Liebermann, Paul Moravec et Marc-André Hamelin.